# Andrej Fajt
Andrej Fajt (Nižnij Novgorod, 29 agosto 1903 – Mosca, 16 gennaio 1976) è stato un attore sovietico.

## Filmografia parziale

### Attore
- Banda bat'ki Knyša (Банда батьки Кныша), regia di Aleksandr Razumnyj (1924)
- La lebbrosa (Prokažёnnaja), regia di Oleg Frelich (1928)
- L'allegro canarino (Vesëlaja kanarejka), regia di Lev Vladimirovič Kulešov (1929)
- Due-Buldi-due (Dva-Buldi-dva), regia di Nina Agadžanova-Šutko e Lev Kulešov (1929)
- Sobborghi (Okraina), regia di Boris Vasil'evič Barnet (1933)
- Cavoletto (Pyška), regia di Michail Romm (1934)
- Korolevstvo krivych zerkal (Королевство кривых зеркал), regia di Aleksandr Arturovič Rou (1963)
- La leggenda di Aladino (Volshebnaya lampa Aladdina), regia di Boris Vladimirovič Rycarev (1966)
- Privalovskie milliony (Приваловские миллионы), regia di Jaropolk Leonidovič Lapšin (1972)

## Premi
- Artista onorato della RSFSR